# Begonia angularis
Begonia angularis es una especie de planta perenne perteneciente a la familia Begoniaceae. Es originaria de Sudamérica.

## Distribución
Se encuentra en Brasil en la Mata Atlántica en Minas Gerais, Espírito Santo, São Paulo, Río de Janeiro y Paraná.

## Taxonomía
Begonia angularis fue descrita por Giuseppe Raddi y publicado en Memoria di Matematica e di Fisica della Società Italiana del Scienze Residente in Modena, Parte contenente le Memorie di Fisica 18: 407. 1820.
Etimología
Begonia: nombre genérico, acuñado por Charles Plumier, un referente francés en botánica, honra a Michel Bégon, un gobernador de la excolonia francesa de Haití, y fue adoptado por Linneo.
angularis: epíteto latino que significa "angular".
Variedades
- Begonia angularis var. angularis

Sinonimia
- Begonia compta W.Bull
- Begonia crenulata Schott ex A.DC.
- Begonia hastata Vell.
- Pritzelia zebrina Klotzsch[5]